# Estación Iyomishima

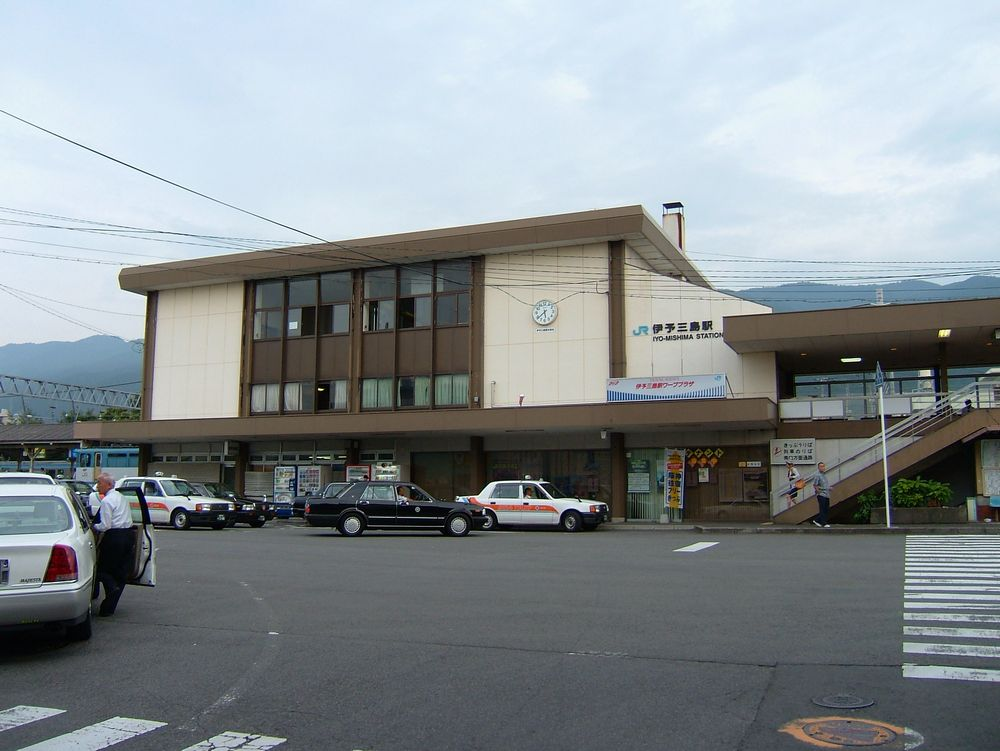
Línea Yosan JA: edificio de la estación de la estación Iyomishima.

La estación Iyomishima (伊予三島駅 Iyomishima-eki?) es una estación de la línea Yosan de la Japan Railways que se encuentra en la ciudad de Shikokuchūō de la prefectura de Ehime. El código de estación es el "Y23".

## Estación de pasajeros
La estación es la primera estación elevada de la región de Shikoku y cuenta con un local de ventas de pasajes de la Japan Railways hacia cualquier estación de Japón.
Cuenta con dos plataformas, una plataforma con vías a ambos lados (andenes 1 y 2) y otra plataforma con vías de un solo lado (andén 3). El andén 3 es corto, por lo que solo se utiliza para permitir el sobrepaso a los servicios rápidos.

### Andenes
| 1 | ● Línea Yosan |                                                                                  | Hacia Kawanoe, Kanonji, Marugame, Takamatsu y Okayama (incluye todos los servicios rápidos)          |
| 2 | ● Línea Yosan |                                                                                  | Hacia Niihama, Saijō, Imabari, Matsuyama, Yawatahama y Uwajima (incluye todos los servicios rápidos) |
| 3 | ● Línea Yosan |                                                                                  | Hacia Kawanoe y Kanonji (solo algunos servicios comunes)                                             |
| 3 | ● Línea Yosan | Hacia Niihama, Saijo, Imabari, Hōjō y Matsuyama (solo algunos servicios comunes) | |

## Estación de cargas
Se realiza el transporte de contenedores.
Hacia el este hay una vía que es utilizada por Papelera Daiō (大王製紙 Daiō Seishi?) para el transporte de materias primas y productos terminados. En su momento se utilizaron vagones de carga, pero a partir de 1988 una parte fue sustituida por contenedores y en 1996 se sustituyó la totalidad.

## Alrededores de la estación
- Ayuntamiento de la ciudad de Shikokuchūō
- Oficina de Correo de Iyomishima
- Barrio comercial

## Historia
- 1917: el 16 de septiembre se inaugura la Estación Iyomishima.
- 1987: el 1° de abril pasa a ser una estación de las divisiones Ferrocarriles de Pasajeros de Shikoku y Ferrocarriles de Carga de la Japan Railways.

## Estación anterior y posterior
- Línea Yosan 
  - Estación Kawanoe (Y22)  <<  Estación Iyomishima (Y23)  >>  Estación Iyosangawa (Y24)